# Famille Da Mosto
 (août 2024).

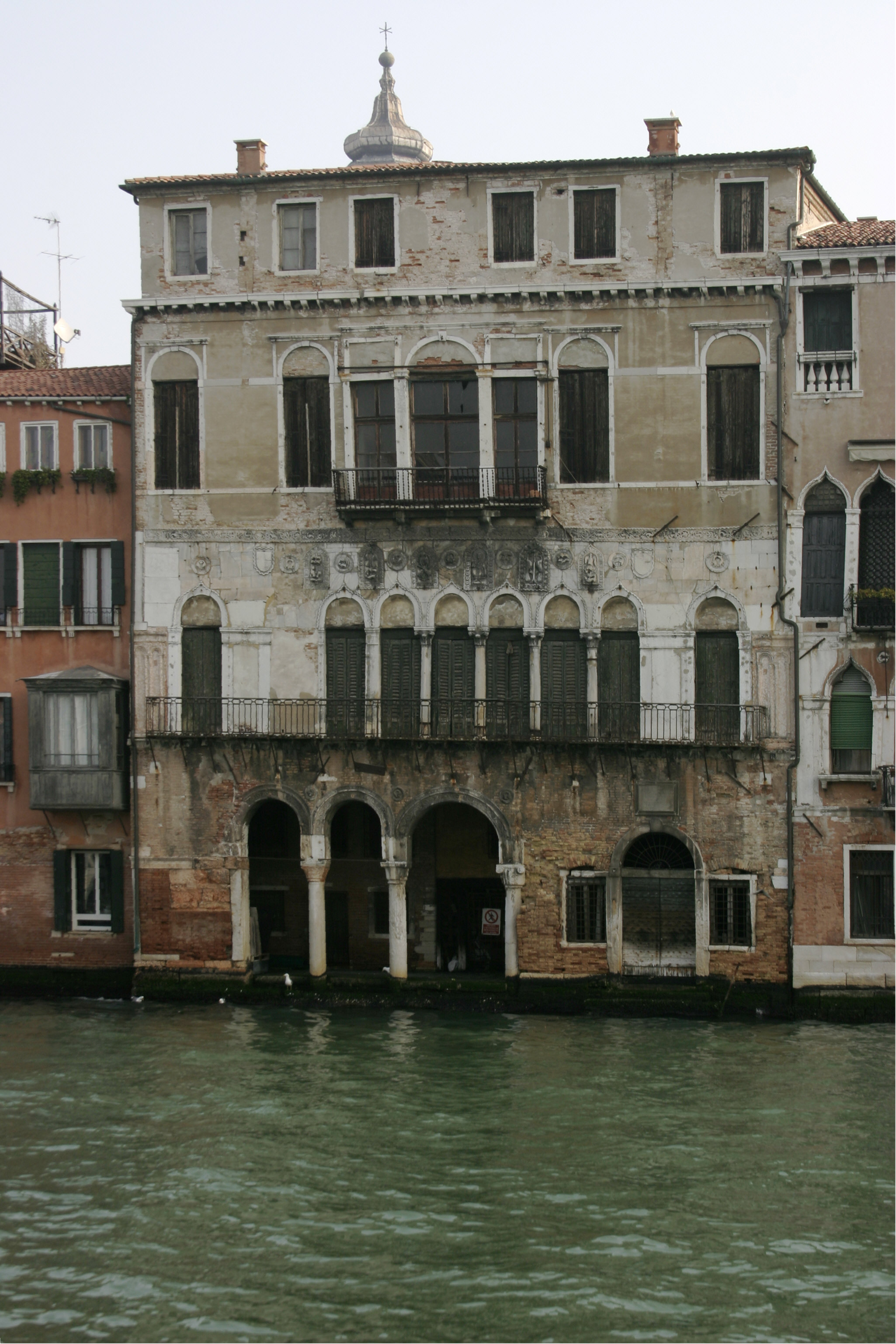
Le Ca' da Mosto sur le Grand Canal

La famille da Mosto est une famille patricienne de Venise, originaire de Uderzo dans le Frioul.

## Historique
La famille Da Mosto est originaire de Uderzo dans le Frioul. Elle quitte cette région lors de l'invasion des Lombards. Elle s'installe ensuite à Venise.
Luigi est procurateur de Saint-Marc pendant la guerre de Candie.

## Armes

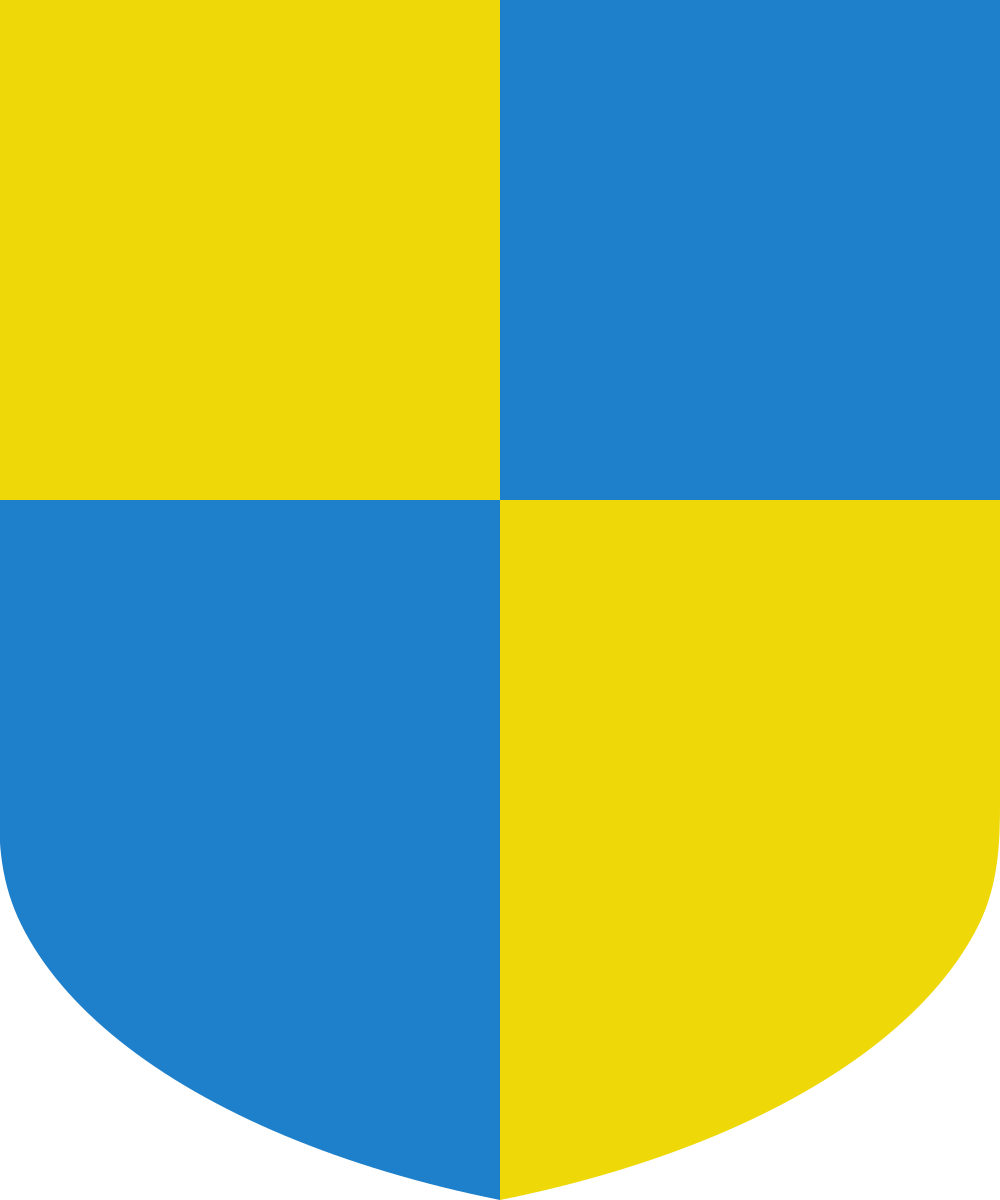
Armes des da Mosto

Les armes des da Mosto sont un écu écartelé d'or et d'azur. Certains ont le 2e et 3e quartier chargés de six bezons ou monnaies d'or posées en bande et d'autres ont en un champ d'argent un animal rampant (appelé Dossa par les italiens) échiquetées d'or et d'azur.

## Demeures
- Ca' da Mosto